# Déclaration de l'ASEAN
La déclaration de l'ASEAN (ou déclaration de Bangkok) est le document fondateur de l'Association des nations de l'Asie du Sud-Est (ASEAN). Elle a été signée le 8 août 1967 à Bangkok comme une manifestation de solidarité contre l'expansion communiste au Viêt Nam et l'insurrection communiste au sein de leurs propres frontières (de nos jours de l'ASEAN comprend également des États communistes d'Asie du Sud-Est après avoir rejoint l'organisation). Il énonce les principes fondamentaux de l'ASEAN tels que la coopération, l'amitié et la non-ingérence. La date est par la suite célébrée comme la journée de l'ASEAN.

## Signataires
- Indonésie (ministre des Affaires étrangères Adam Malik)
- Singapour (ministre des Affaires étrangères S.Rajaratnam)
- Philippines (secrétaire des Affaires étrangères Marciso Ramos)
- Malaisie (vice premier-ministre Tom Abdul Razak)
- Thaïlande (ministre des Affaires étrangères Thanat Khoman)